# Élections cantonales de 1931 dans la Mayenne
Les élections cantonales françaises de 1931 ont eu lieu le 18 octobre 1931 et 25 octobre 1931.

## Composition

### Le président
Le président est Eugène Jamin, réélu président le 26 octobre 1931.

### Les vice-présidents
Le 26 octobre 1931 les vice-présidences sont ainsi distribuées :
- Alphonse Janvier[2], 1er vice-président ;
- Ferdinand Le Pelletier[3], 2e vice-président.

### Les secrétaires
- François Brisard[2].
- Jacques Duboys-Fresney[4].

## Résultats pour le conseil général

### Arrondissement de Laval

#### Canton de Chailland
|                      | Constant Jouis * | Radical indépendant | 2 314 |  |  |  |
|                      |                  |                     |       |  |  |  |
| Inscrits             | Inscrits         | Inscrits            | 3 143 |  |  |  |
| Votants              | Votants          | Votants             | 2 486 |  |  |  |
| Exprimés             |                  |                     |       |  |  |  |
| * Conseiller sortant |                  |                     |       |  |  |  |

#### Canton de Laval-Est
|                      | Eugène Jamin *    | URD        | 2 072 |  |  |  |
|                      | Camille Lhuissier | SFIO       | 1 119 |  |  |  |
|                      | Louis Dufrenoy    | Communiste | 133   |  |  |  |
|                      |                   |            |       |  |  |  |
| Inscrits             | Inscrits          | Inscrits   | 4 640 |  |  |  |
| Votants              | Votants           | Votants    | 3 441 |  |  |  |
| Exprimés             |                   |            |       |  |  |  |
| * Conseiller sortant |                   |            |       |  |  |  |

#### Canton de Laval-Ouest
| Candidats                                                        | Candidats            | Étiquette       | Premier tour | Premier tour | Deuxième tour | Deuxième tour |
| Candidats                                                        | Candidats            | Étiquette       | Voix         | %            | Voix          | %             |
| ---------------------------------------------------------------- | -------------------- | --------------- | ------------ | ------------ | ------------- | ------------- |
|                                                                  | Georges Grimod       | Rad.-Ind.       | 1 312        |              | 1 706         |               |
|                                                                  | Maurice Courcelle ** | Républicain-URD | 1 236        |              | 1 960         |               |
|                                                                  | Forveille            |                 | 579          |              |               |               |
|                                                                  | Bonneau              |                 | 443          |              |               |               |
|                                                                  | Leloup               |                 | 184          |              |               |               |
|                                                                  | Alfred Pavard        | Communiste      | 134          |              |               |               |
|                                                                  |                      |                 |              |              |               |               |
| Inscrits                                                         | Inscrits             | Inscrits        | 5 094        |              | 5 095         |               |
| Votants                                                          | Votants              | Votants         | 3 930        |              | 3 754         |               |
| Exprimés                                                         |                      |                 |              |              |               |               |
| ** En remplacement de Louis Duchemin, conseiller sortant décédé. |                      |                 |              |              |               |               |

#### Canton de Loiron
|                      | Louis Tréton de Vaujuas-Langan * | Conservateur | 2 372 |  |  |  |
|                      |                                  |              |       |  |  |  |
| Inscrits             | Inscrits                         | Inscrits     | 3 370 |  |  |  |
| Votants              | Votants                          | Votants      | 2 582 |  |  |  |
| Exprimés             |                                  |              |       |  |  |  |
| * Conseiller sortant |                                  |              |       |  |  |  |

### Arrondissement de Château-Gontier

#### Canton de Cossé-le-Vivien
|                      | Pierre-Clément Pichot * | URD-Républicain | 1 911 |  |  |  |
|                      |                         |                 |       |  |  |  |
| Inscrits             | Inscrits                | Inscrits        | 2 525 |  |  |  |
| Votants              | Votants                 | Votants         | 2 009 |  |  |  |
| Exprimés             |                         |                 |       |  |  |  |
| * Conseiller sortant |                         |                 |       |  |  |  |

#### Canton de Craon
|                      | Ferdinand Le Pelletier * | URD      | 1 654 |  |  |  |
|                      |                          |          |       |  |  |  |
| Inscrits             | Inscrits                 | Inscrits | 3 927 |  |  |  |
| Votants              | Votants                  | Votants  | 2 350 |  |  |  |
| Exprimés             |                          |          |       |  |  |  |
| * Conseiller sortant |                          |          |       |  |  |  |

#### Canton de Saint-Aignan-sur-Roë
| Candidats            | Candidats          | Étiquette | Premier tour | Premier tour | Deuxième tour | Deuxième tour |
| Candidats            | Candidats          | Étiquette | Voix         | %            | Voix          | %             |
| -------------------- | ------------------ | --------- | ------------ | ------------ | ------------- | ------------- |
|                      | Dr Victor Jallot * | URD       | 1 271        |              | 1 436         |               |
|                      | Hervé              | Radical   | 654          |              | 934           |               |
|                      | Dauguet            | SFIO      | 594          |              |               |               |
|                      |                    |           |              |              |               |               |
| Inscrits             | Inscrits           | Inscrits  | 3 215        |              | 3 214         |               |
| Votants              | Votants            | Votants   | 2 752        |              | 2 502         |               |
| Exprimés             |                    |           |              |              |               |               |
| * Conseiller sortant |                    |           |              |              |               |               |

### Arrondissement de Mayenne

#### Canton de Gorron
|                      | Andoche Le Ray, duc d'Abrantès * | URD         | 1 315 |  |  |  |
|                      | Pottier                          | Républicain | 1 202 |  |  |  |
|                      |                                  |             |       |  |  |  |
| Inscrits             | Inscrits                         | Inscrits    | 2 910 |  |  |  |
| Votants              | Votants                          | Votants     | 2 647 |  |  |  |
| Exprimés             |                                  |             |       |  |  |  |
| * Conseiller sortant |                                  |             |       |  |  |  |

#### Canton d'Ambrières-les-Vallées
| | Louis Pollet ** | Conservateur | 1 067 |  |  |  |
| | Ernest Moreau   | SFIO         | 464   |  |  |  |
| |                 |              |       |  |  |  |
| Inscrits                                                                                               |                 |              |       |  |  |  |
| Votants                                                                                                |                 |              |       |  |  |  |
| Exprimés                                                                                               |                 |              |       |  |  |  |
| ** En remplacement de Jules Lebrun, conseiller sortant qui ne se représente pas en raison de sa santé. |                 |              |       |  |  |  |

#### Canton de Mayenne-Est
|                      | César Chabrun * | PSF          | 1 588 |  |  |  |
|                      | Henri Peslier   | Nationaliste | 915   |  |  |  |
|                      |                 |              |       |  |  |  |
| Inscrits             | Inscrits        | Inscrits     | 2 763 |  |  |  |
| Votants              | Votants         | Votants      | 2 356 |  |  |  |
| Exprimés             |                 |              |       |  |  |  |
| * Conseiller sortant |                 |              |       |  |  |  |

#### Canton de Mayenne-Ouest
|          | Georges Denis * | Républicain de gauche | 1 328 |  |  |  |
|          | Léon Brière     | SFIO                  | 1 080 |  |  |  |
|          |                 |                       |       |  |  |  |
| Inscrits | Inscrits        | Inscrits              | 2 736 |  |  |  |
| Votants  | Votants         | Votants               | 2 461 |  |  |  |
| Exprimés |                 |                       |       |  |  |  |

#### Canton de Landivy
|                      | Baron André Terrasson de Sénevas * | Conservateur | 1 937 |  |  |  |
|                      | Henri Guilloux                     | Rad. Soc.    | 1 017 |  |  |  |
|                      |                                    |              |       |  |  |  |
| Inscrits             |                                    |              |       |  |  |  |
| Votants              |                                    |              |       |  |  |  |
| Exprimés             |                                    |              |       |  |  |  |
| * Conseiller sortant |                                    |              |       |  |  |  |

#### Canton d'Ernée
|                      | Constant Martin * | Rad. Soc. | 2 132 |  |  |  |
|                      |                   |           |       |  |  |  |
| Inscrits             | Inscrits          | Inscrits  | 3 177 |  |  |  |
| Votants              | Votants           | Votants   | 2 647 |  |  |  |
| Exprimés             |                   |           |       |  |  |  |
| * Conseiller sortant |                   |           |       |  |  |  |

## Élection partielle durant le mandat
Il y a eu plusieurs élections partielles durant ce mandat à la suite du décès d'Eugène Jamin, et à la démission de César Chabrun du Conseil Général en 1932.
| Candidat et parti politique | Candidat et parti politique | Candidat et parti politique | Premier tour | Premier tour | Second tour | Second tour |
| Candidat et parti politique | Candidat et parti politique | Candidat et parti politique | Voix         | %            | Voix        | %           |
| --------------------------- | --------------------------- | --------------------------- | ------------ | ------------ | ----------- | ----------- |
|                             | Emmanuel Placé              | Rad. Ind.                   | 1726         |              |             |             |
|                             |                             |                             |              |              |             |             |
| Inscrits                    | Inscrits                    | Inscrits                    | 3055         |              |             |             |
| Abstentions                 |                             |                             |              |              |             |             |
| Votants                     | Votants                     | Votants                     | 2 066        |              |             |             |
| Blancs et nuls              | Blancs et nuls              | Blancs et nuls              | 271          |              |             |             |
| Exprimés                    | Exprimés                    | Exprimés                    | 1785         |              |             |             |

| Candidat et parti politique | Candidat et parti politique | Candidat et parti politique | Premier tour | Premier tour | Second tour | Second tour |
| Candidat et parti politique | Candidat et parti politique | Candidat et parti politique | Voix         | %            | Voix        | %           |
| --------------------------- | --------------------------- | --------------------------- | ------------ | ------------ | ----------- | ----------- |
|                             | Adolphe Beck                | URD                         | 1730         |              |             |             |
|                             | Joseph Boüessé              | PSF                         | 1663         |              |             |             |
|                             |                             |                             |              |              |             |             |
| Inscrits                    | Inscrits                    | Inscrits                    | 4668         |              |             |             |
| Abstentions                 |                             |                             |              |              |             |             |
| Votants                     | Votants                     | Votants                     | 3 471        |              |             |             |
| Blancs et nuls              | Blancs et nuls              | Blancs et nuls              | 76           |              |             |             |
| Exprimés                    | Exprimés                    | Exprimés                    | 3391         |              |             |             |

## Sources
- La Mayenne, 20, 27 et 30 octobre 1931 - 5 décembre 1933